# Таммека (футбольний клуб)
«Таммека» (ест. Jalgpalliklubi Tammeka Tartu) — естонський футбольний клуб з міста Тарту, заснований в 1989 році. Кольори команди — синьо-білі. Домашні матчі проводить на стадіоні «Тамме», що вміщає 2 000 глядачів.

## Історія
«Таммека» була заснована в 1989 році як молодіжна академія. Клуб вперше почав виступати на дорослому рівні в 2000 році, коли вони приєдналися до четвертого за рівнем дивізіону. Дебютний сезон «Таммеки» був успішним і команда завершила перше місце, здобувши 46 очок з можливих 60 і підвищилась у класі. Там клуб також у першому ж сезоні став першим і вийшов до другого за рівнем дивізіону країни. У Есілізі клуб став шостим у першому сезоні 2002 року та сьомим наступного року. Втім здобувши перше місце у сезоні 2004 року клуб вперше в історії вийшов до вищого дивізіону країни.
У 2006 році об'єднався з іншою командою з Тарту — «Мааг». Об'єднаний клуб отримав нове ім'я — «Мааг Таммека», однак після того, як в 2009 році титульний спонсор команди «Мааг Груп» відмовився від фінансування, клуб повернув собі нинішню назву.

## Досягнення
- Фіналіст Кубка Естонії (2): 2007/08, 2016/17

## Офіційний сайт
- Офіційний сайт [Архівовано 8 жовтня 2012 у Wayback Machine.] (ест.)